# 清蓮寺 (高槻市)
清蓮寺（せいれんじ）は大阪府高槻市富田町にある浄土宗の仏教寺院。

## 歴史
もと当地に念仏堂があったが、地震で破壊され、天正12年（1584年）富田酒の蔵元・紅粉屋の祖清水利重（法名休意）が再建し、開山に顕誉良閑を大山崎の大念寺から迎えた。

## 境内
- 富田子安地蔵尊　三輪大明神として三輪神社に鎮座していたが、神仏分離令により明治2年（1872年）に安置。
- 若水處士之墓　入江若水　名は兼通、字は子微、若水又は釣隠と号す。清水家の一族で、酒造業を営んでいていたが、放蕩の末、京都嵐山に隠棲。漢詩を学び、諸国を巡った。荻生徂徠の門人。

## 交通アクセス
- 阪急京都本線富田駅徒歩5分